# Bibliothèque nationale de Tunisie
Pour les articles homonymes, voir BNT.
La Bibliothèque nationale de Tunisie (arabe : المكتبة الوطنية التونسية), abrégé en BNT, est la bibliothèque nationale de Tunisie. Installée à Tunis, elle est un établissement public relevant du ministère de la Culture.

## Histoire
L'histoire de l'institution commence en 1885, avec sa fondation par le décret du 8 mars 1885 sous le nom de Bibliothèque française ; Ali III Bey, le bey de Tunis régnant, y ordonne la création d'une bibliothèque complète, constituée initialement de collections offertes par la direction de l'instruction publique puis de la bibliothèque de Charles-Joseph Tissot, ancien consul de France en Tunisie.
Elle est logée dans le bâtiment n°20 du souk El Attarine. En 1910, une partie du fonds de la bibliothèque en pleine expansion est transféré dans l'ancienne caserne El Attarine, construite en 1810 par Hammouda Pacha pour servir de casernement aux troupes des janissaires puis de prison,. La bibliothèque connaît alors son véritable démarrage avec la nomination d'un nouveau conservateur, Louis Barbeau. Elle prend alors le nom de Bibliothèque publique de Tunis avant de prendre son nom actuel en 1965.

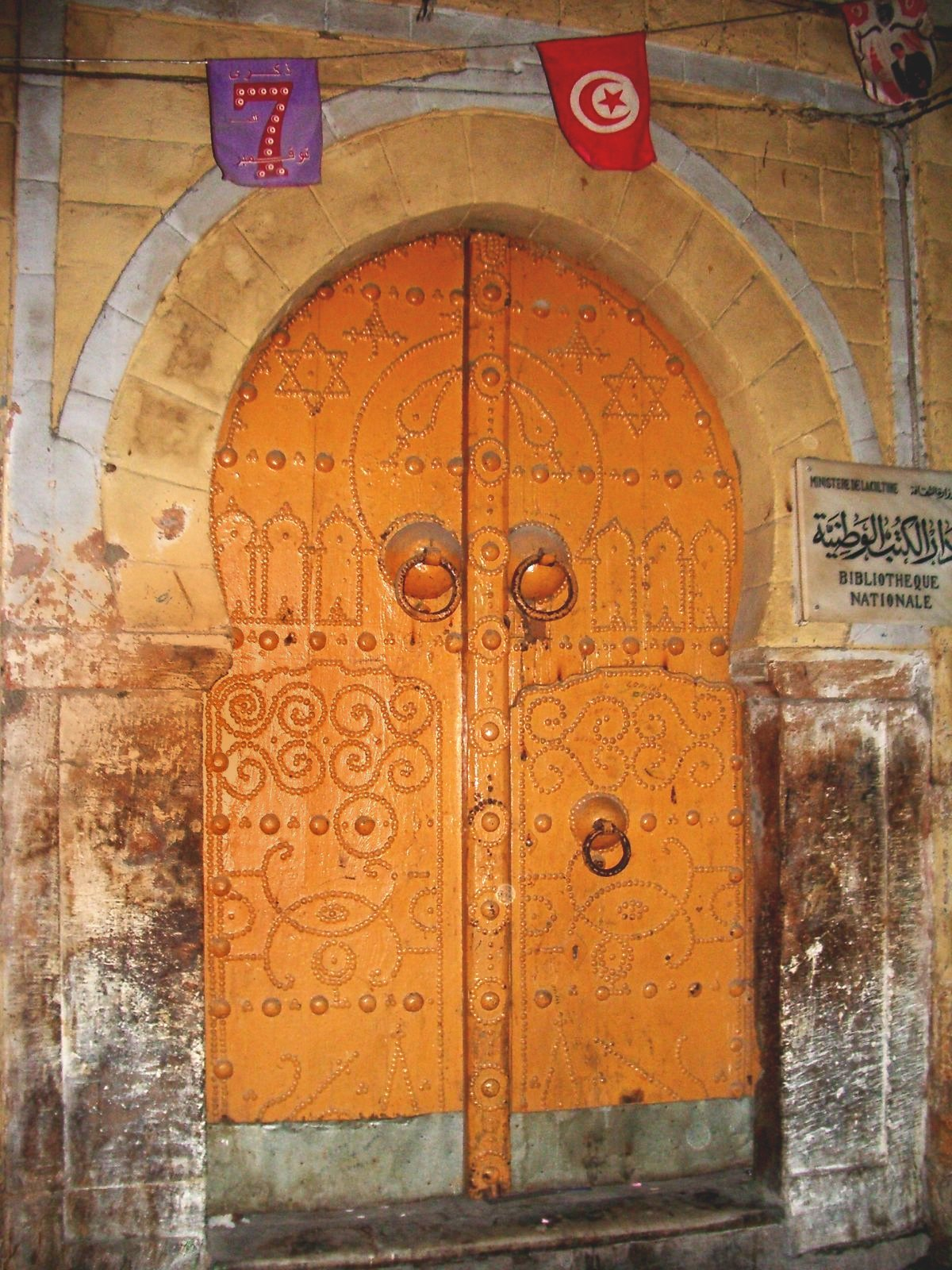
Porte de la bibliothèque dans le souk El Attarine.

Le 7 septembre 1967, un décret le charge de regrouper et conserver les manuscrits conservés dans les bibliothèques publiques, mosquées et zaouïas. À l'indépendance de la Tunisie, en 1956, les ouvrages en arabe n'excèdent pas un sixième des fonds, situation qui évolue avec la nomination d'Othman Kaak à la direction.
Néanmoins, ses installations sont plus en plus insuffisantes pour faire face aux exigences modernes. Au nom du gouvernement tunisien, un expert de l'Unesco étudie en janvier 1985 la situation de la bibliothèque et ses besoins en termes de préservation et de conservation ; la situation des stocks est notamment au centre de l'attention.
La bibliothèque occupe depuis le 1er décembre 2005 un bâtiment moderne de 35 000 m2 situé au boulevard 9-Avril 1938 et inauguré par le président Zine el-Abidine Ben Ali ; la première pierre avait été posée le 8 décembre 1984 par le Premier ministre Mohamed Mzali.
Il regroupe une salle de lecture, une salle de conférences, des laboratoires, une galerie d'exposition, un bloc de services techniques et administratifs, un relais ouvert aux visiteurs, un restaurant, un parking et un espace vert couvrant 10 300 m2.

## Organisation
La bibliothèque nationale est placée sous la direction d'un directeur général, nommé par décret ministériel, qui préside le conseil d'administration, composé de représentants de plusieurs ministères, et le conseil scientifique chargé des questions scientifiques et techniques. Il est assisté d'un secrétariat général et d'une direction scientifique et technique.
Les directeurs qui se sont succédé à la tête de l'institution sont les suivants :
- 1956-1965 : Othman Kaak
- 1965-1971 : Mohamed Rezgui
- 1971-1974 : Béchir El Fani
- 1974-1982 : Azzedine Guellouz
- 1983-1985 : Abdelaziz Kacem
- 1985-1988 : Azedine Beschaouch
- 1988-1991 : Ibrahim Chabbouh
- 1991-1997 : Jomâa Cheikha
- 1997-2002 : Khalifa Chater
- 2002-2005 : Hassouna Mzabi
- 2005-2009 : Samia Kammarti
- 2009-2011 : Olfa Youssef
- 2011-2015 : Mohamed Kamel Eddine Gaha[9]
- depuis 2015 : Raja Ben Slama[10]

## Missions
Par le décret du 15 mars 1994, remplaçant celui du 31 août 1979, un statut est promulgué pour définir son mandat et sa structure organisationnelle. La Bibliothèque nationale de Tunisie a pour missions :
- collecter le patrimoine national par la voie de dépôt légal, de l'échange et des dons et assurer sa sauvegarde et sa conversation ;
- apporter aux chercheurs une aide à la publication et à la diffusion de leurs travaux ;
- mettre les fonds à disposition de la recherche scientifique ;
- organiser et gérer un système d'échange et de prêt ;
- assurer des travaux de recherche et de conseil dans ses domaines de compétence ;
- introduire la technologie moderne dans le secteur des données et de la documentation ;
- assumer des services de conseil et d'orientation en matière bibliographique et documentaire ;
- contribuer au recyclage des bibliothécaires et promouvoir leur niveau ;
- appliquer les législations relatives au patrimoine et œuvrer à leur actualisation ;
- réaliser des études bibliographiques et de documentation ;
- participer à la promotion de la culture nationale ;
- collecter, traiter, sauvegarder les documents et les mettre à disposition des chercheurs et des usagers.

## Collections
La collection de la bibliothèque comprend un million de monographies, 40 000 manuscrits en 24 000 volumes, dont des manuscrits en arabe comportant de riches enluminures et dorures, 13 000 périodiques et 5 000 cartes, ; Des cartes postales, documents audio et vidéo, microfiches et microfilms sont également disponibles. Une bibliographie nationale est publiée chaque année depuis 1978, de même que des index des manuscrits, une liste bibliographique des travaux universitaires et des bibliographies spécialisées.
La collection de la bibliothèque est disponible via un catalogue en ligne. Avec cet outil de recherche, il est également possible d'effectuer des recherches dans la bibliographie nationale. Des abonnements permanents sont accordés aux chercheurs et des abonnements provisoires au public ; la consultation du Journal officiel de la République tunisienne se fait sur présentation de la carte d'identité nationale.